# قائمة قرارات مجلس الأمن التابع للأمم المتحدة لعام 1989
تتضمن قائمة قرارات مجلس الأمن التابع للأمم المتحدة لعام 1989 جميع القرارات الصادرة عن مجلس الأمن التابع للأمم المتحدة خلال العام 1989.

## القائمة
| رقم القرار | الرمز           | نص القرار                         | موضوع القرار                                                         |
| ---------- | --------------- | --------------------------------- | -------------------------------------------------------------------- |
| 627        | S/RES/627(1989) | نص الوثيقة على موقع الأمم المتحدة | انتخاب عضو لمحكمة العدل الدولية                                      |
| 628        | S/RES/628(1989) | نص الوثيقة على موقع الأمم المتحدة | الحالة في ناميبي                                                     |
| 629        | S/RES/629(1989) | نص الوثيقة على موقع الأمم المتحدة | الحالة في أنغول                                                      |
| 630        | S/RES/630(1989) | نص الوثيقة على موقع الأمم المتحدة | الحالة في الشرق الأوسط                                               |
| 631        | S/RES/631(1989) | نص الوثيقة على موقع الأمم المتحدة | الحالة بين إيران والعراق                                             |
| 632        | S/RES/632(1989) | نص الوثيقة على موقع الأمم المتحدة | الحالة في ناميبي                                                     |
| 633        | S/RES/633(1989) | نص الوثيقة على موقع الأمم المتحدة | الحالة في الشرق الأوسط                                               |
| 634        | S/RES/634(1989) | نص الوثيقة على موقع الأمم المتحدة | الحالة في قبرص                                                       |
| 635        | S/RES/635(1989) | نص الوثيقة على موقع الأمم المتحدة | وضع علامات على المتفجرات اللدائنية [الإنجليزية] أو الصفحية بغرض كشفه |
| 636        | S/RES/636(1989) | نص الوثيقة على موقع الأمم المتحدة | الحالة في الأراضي العربية المحتلة                                    |
| 637        | S/RES/637(1989) | نص الوثيقة على موقع الأمم المتحدة | الحالة في أمريكا الوسطى                                              |
| 638        | S/RES/638(1989) | نص الوثيقة على موقع الأمم المتحدة | عن حوادث أخذ الرهائن والاختطاف                                       |
| 639        | S/RES/639(1989) | نص الوثيقة على موقع الأمم المتحدة | الحالة في الشرق الأوسط                                               |
| 640        | S/RES/640(1989) | نص الوثيقة على موقع الأمم المتحدة | الحالة في ناميبي                                                     |
| 641        | S/RES/641(1989) | نص الوثيقة على موقع الأمم المتحدة | الحالة في الأراضي العربية المحتلة                                    |
| 642        | S/RES/642(1989) | نص الوثيقة على موقع الأمم المتحدة | الحالة بين العراق وإيران                                             |
| 643        | S/RES/643(1989) | نص الوثيقة على موقع الأمم المتحدة | الحالة في ناميبي                                                     |
| 644        | S/RES/644(1989) | نص الوثيقة على موقع الأمم المتحدة | الحالة في أمريكا الوسطى                                              |
| 645        | S/RES/645(1989) | نص الوثيقة على موقع الأمم المتحدة | الحالة في الشرق الأوسط                                               |
| 646        | S/RES/646(1989) | نص الوثيقة على موقع الأمم المتحدة | الحالة في قبرص                                                       |

## المرجع
1. ↑  "قرارات مجلس الأمن". الأمم المتحدة. مؤرشف من الأصل في 2018-10-23. اطلع عليه بتاريخ 22 شباط / فبراير 2017. {{استشهاد ويب}}: تحقق من التاريخ في: |تاريخ الوصول= (مساعدة)